# ريوكوان مون
كانت عملة ريوكيو مون (琉球文 Ryūkyū mon، Okinawan: Ruuchuu mun) العملة المستخدمة في جزر ريوكيو. كان النظام النقدي في ريوكيو يعتمد على النظام النقدي في الصين، مثل أنظمة العديد من الدول في المجال الثقافي الصيني، حيث كان المون (文) بمثابة الوحدة الأساسية، تمامًا كما هو الحال مع المون الياباني، والفان ‏ الفيتنامي، والمُن الكوري. وكما فعلت اليابان أيضًا لعدة قرون، استخدم سكان ريوكيو في كثير من الأحيان عملات الكاش الصينية الموجودة بالفعل عندما كانت هناك حاجة إلى العملة المادية.
في القرنين الرابع عشر والخامس عشر، أنتجت مملكتا تشوزان وريوكيو عملاتهما الخاصة، ولكن في النهاية عادت إلى استخدام المون الياباني والون الصيني. بغض النظر عن أصلها، ظلت عملات المون المعدنية العملة الفعلية في مملكة ريوكيو عبر التاريخ حتى عام 1879، عندما ضُمَّت المملكة بالكامل إلى إمبراطورية اليابان واستُبدِلَت العملة رسميًا بالين الياباني. ومع ذلك، حتى بعد إدخال الين، استمرت عملات المون في التداول داخل محافظة أوكيناوا حتى ثمانينيات القرن التاسع عشر، حيث لم يكن سكان ريوكيو على استعداد في البداية لاستخدام عملات الين الياباني.
الفئة الثانية من عملات المون المرتبطة بمملكة ريوكيو هي تلك التي تحمل اسم Ryūkyū Tsūhō [خطأ: تحقق من وسيط ورمز اللغة] (琉球通寳 "عملة ريوكيو")، والتي سُكَّت من قبل مقاطعة ساتسوما،  ولكن لم تُستخدم فعليًا كعملة منتظمة في مملكة ريوكيو أو محافظة أوكيناوا. وبدلاً من ذلك، اُستُخدِمَت كبدائل لعملة تينبو تسوهو اليابانية، وكان الهدف منها دعم اقتصاد ساتسوما بعملات إضافية.

## عملات ريوكيوان (القرنين الرابع عشر والخامس عشر)
أول عملة مون سُكَّت في جزر ريوكيو كانت عملة شوزان تسوهو Chūzan Tsūhō [خطأ: تحقق من وسيط ورمز اللغة] (中山通寳)، يُقال أنه صُبَّت من قبل مملكة تشوزان في وقت ما أثناء حكم الملك ساتو ( حكم 1350-1395)، قبل توحيد جزيرة أوكيناوا في مملكة ريوكيو في عام 1429. لم يتبق سوى اثني عشر نموذجًا أو نحو ذلك من هذه العملة المعدنية، وبسبب ندرتها، فمن غير المؤكد ما إذا كانت متداولة بالفعل على الإطلاق.
كانت العملات الأولى التي سُكَّت من قبل مملكة ريوكيو المتحدة هي عملات تايسي تسوهو Taise Tsūhō [خطأ: تحقق من وسيط ورمز اللغة] (大世通寳) المعدنية، أُنتِجَت عام 1454 في عهد الملك شو تايكيو ‏. وبعد ذلك بوقت قصير ظهرت عملات سيكو تسوهو Sekō Tsūhō [خطأ: تحقق من وسيط ورمز اللغة] (世高通寳) المعدنية، وسُكَّت لأول مرة في عام 1461 في عهد الملك شو توكو ‏. صُمِّمَت كل من هذه العملات المعدنية من خلال أخذ عملات يونغلي تونغباو (永樂通寳) من عهد أسرة مينغ أولاً، وكشط الأحرف، واستبدالها إما بـ大世لـ Taise Tsūhō أو世高 لـ Sekō Tsūhō، ثم استخدام النتيجة كعملة أم. نظرًا لأن النحاس يتقلص عندما يبرد، كان سيكو تسوهو أصغر من يونغلي تونغباو الصيني. صُنعت عملة سيكو تسوهو في الأصل لتعويض النقص في العملة الذي يُعزى غالبًا إلى السياسة المتهورة والإنفاق الحكومي المرتفع، مثل الغزو الباهظ الثمن لجزيرة كيكاي من قبل الملك شو توكو في ستينيات القرن الخامس عشر.
بعد الإطاحة بالملك شو توكو في انقلاب عسكري، صعدت أسرة شو الثانية ‏ إلى العرش. في عهد أول ملك للسلالة، شو إن ‏ (حكم من 1469 إلى 1476)، كانت آخر عملة تُسَك في مملكة ريوكيو، Kin'en Yohō [خطأ: تحقق من وسيط ورمز اللغة] 金圓世寳) التي سُكَّت في عام 1470، وإن لم يكن بكميات كبيرة، حيث كانت العملات الصينية في عهد أسرة مينغ تستخدم على نطاق واسع. بعد ذلك، توقفت مملكة ريوكيو عن تصنيع عملاتها المعدنية المون واعتمدت حصريًا على المون الياباني المستورد والون الصيني كعملة رئيسية للتبادل.
فيما يلي ملخص للعملات المعدنية التي سكتها مملكة تشوزان ومملكة ريوكيو:  
| النقش        | الكتابة القديمة (كيوجيتاي) | الكتابة الحديثة (شينجيتاي) | ملِك                              | سلالة     | صورة |
| ------------ | -------------------------- | -------------------------- | -------------------------------- | --------- | ---- |
| تشوزان تسوهو | 中山通寳                   | 中山通宝                   | ساتو (حكم من 1350 إلى 1395)      | ساتو      |      |
| تايسي تسوهو  | 大世通寳                   | 大世通宝                   | شو تايكيو (حكم من 1454 إلى 1460) | شو الأول  |      |
| سيكو تسوهو   | 世高通寳                   | 世高通宝                   | شو توكو (حكم من 1460 إلى 1469)   | شو الأول  |      |
| كينين يوهو   | 金圓世寳                   | 金円世宝                   | شو إن (حكم من 1469 إلى 1476)     | شو الثاني |      |

على الرغم من صغر حجم مملكة ريوكيو، إلا أن عملات تايسي تسوهو وسيكو تسوهو ليست نادرة،  ومن العثور عليها بانتظام في جزر جاوة وسومطرة الإندونيسية أمر معروف بسبب الطبيعة الدولية لهذه العملات ونجاح التجارة البحرية في ريوكيو.  تعتبر عملات كينين يوهو أقل شيوعًا إلى حد كبير، كما تعد عملات شوزان تسوهو نادرة بشكل لا يصدق.
باستثناء عملة شوزان تسوهو، التي ورد ذكرها في سجلات القرن السابع عشر،  لا توجد سجلات رسمية لإنتاج عملات ريوكيو هذه، لذلك يُشك أحيانًا في أن هذه العملات أُنتِجَت بالفعل بواسطة مملكة ريوكيو. 

## ريوكيو تسوهو (منذ 1862)
بدءًا من عام 1862، أمر داي-ميو شيمازو نارياكيرا ‏ من مقاطعة ساتسوما بإنتاج العملات المعدنية المعروفة باسم ريوكيو تسوهو (琉球通宝، "عملة ريوكيو"). كما يوحي الاسم، كانت العملات المعدنية مخصصة ظاهريًا للتداول داخل مملكة ريوكيو، التي كانت تابعة لمقاطعة ساتسوما. ومع ذلك، لم تُدخل العملات المعدنية فعليًا إلى مملكة ريوكيو، التي استمرت في استخدام عملات الكاش اليابانية والصينية. بدلاً من ذلك، كانت عملات ريوكيو تسوهو وسيلة لمقاطعة ساتسوما لإنتاج عملة إضافية لمكافحة عجز حكومته مع التحايل على قيود شوغونية توكوغاوا على سك العملات مثل تينبو تسوهو، والتي لا يمكن إنتاجها بشكل قانوني إلا في دار سك العملة في إيدو. كانت هذه الجهود ناجحة، ودخلت ريوكيو تسوهو تداولًا واسع النطاق ليس فقط في ساتسوما، بل أيضًا في مقاطعات اليابان الأخرى ‏ بعد وقت قصير من إنتاجها.  في المجموع، سُكَّ ما يقرب من مليون ريو من عملات ريوكيوان من عام 1862 إلى عام 1865.  
أُصدِرَت العملات المعدنية في فئتين، الأولى بقيمة اسمية 100 مون (1⁄40 ryō )، والثاني بقيمة اسمية قدرها 1⁄2 من شو (125 مون، 1⁄32 ريو). نظرًا لأن هذه العملات المعدنية سُكَّت في مقاطعة ساتسوما، فإنها تحمل علامة حرف الكاتاكانا "sa" (サ) مختومة على حافتها. على عملة 100 مون، يمكن العثور على هذا على الحواف اليسرى واليمنى (الطويلة)، بينما على عملة نصف شو، يمكن العثور عليها على الحافة فوق الحرف 寳hō على الجانب الأيسر من الوجه الأمامي. 

### عملة 100 مون

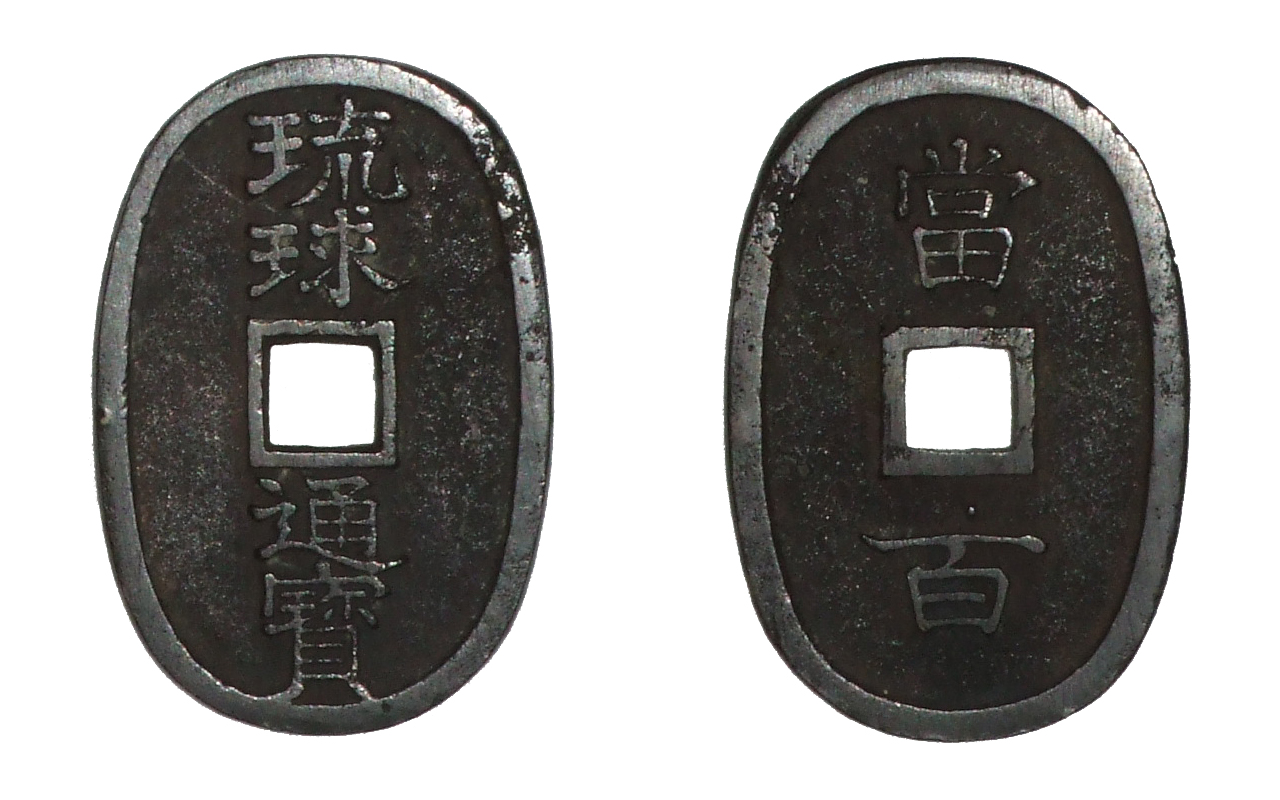
عملة ريوكيو تسوهو فئة 100 مون

صُمِّمَت عملة ريوكيو تسوهو فئة 100 مون على غرار العملة اليابانية الرسمية تينبو تسوهو (天保通寳) من نفس الفئة، حيث كانت على شكل بيضاوي ولها ثقب مربع في وسطها. يحتوي وجهها على الكلمات Ryūkyū Tsūhō (琉球通寳، "عملة ريوكيو")، والعكس يحتوي على tō hyaku (當百، "بقيمة 100 مون"). بلغ وزن العملة المعدنية 5 مونمي و5 فان ‏ (أي ما يعادل 20.6 غرامًا)، وكانت أبعادها 49 مم × 32 مم.
مثل عملة تينبو تسوهو التي صُمِّمَت على غرارها، فقد غش بالعملات بشكل كبير عند مقارنتها بعملات 1 مون، حيث كانت أثقل بمقدار 6 إلى 7 مرات فقط من عملة 1 مون النموذجية. وعلى الرغم من قيمتها الاسمية البالغة 100 مون، أمرت مقاطعة ساتسوما بتداولها بقيمة 124 مون، مما جعلها عملة مربحة للتصنيع. 

### عملة نصف شو

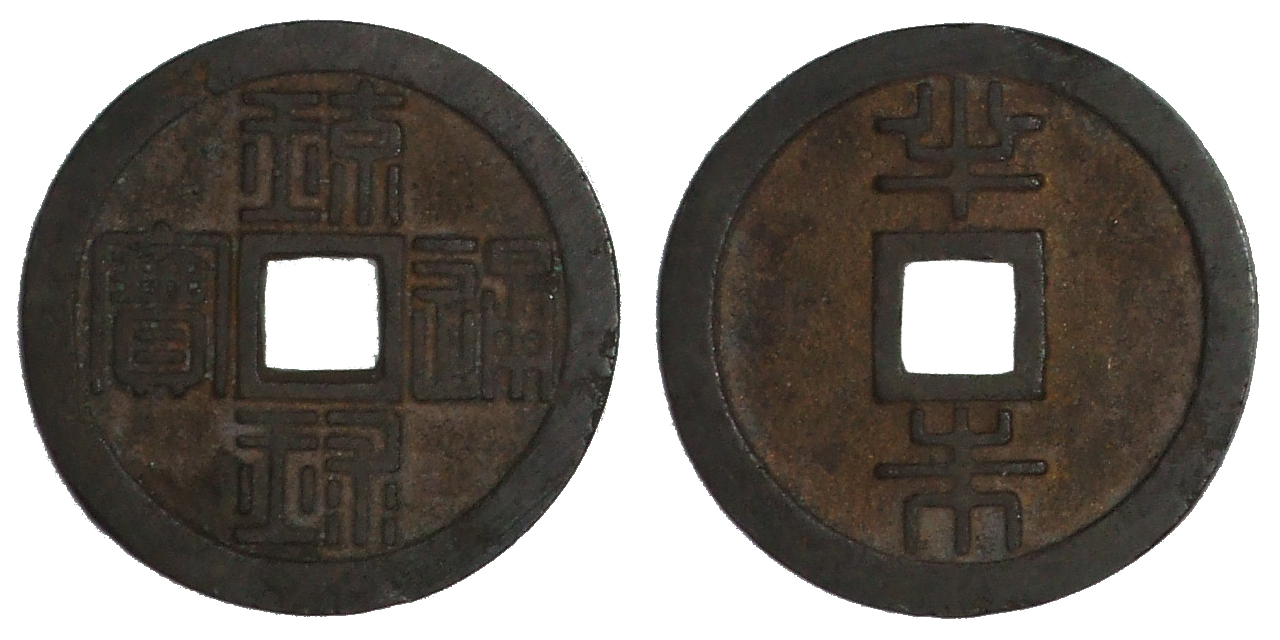
عملة نصف شو ريوكيو تسوهو

كان نصف الشو دائريًا مع وجود ثقب مربع في الوسط. يحتوي وجهها على الكلمات Ryūkyū Tsūhō (琉球通寳، "عملة ريوكيو")، والعكس يحتوي على han-ju (半朱، "نصف شو "). بلغ وزن العملة المعدنية حوالي 8 مونمي ‏ (30 إلى 32 7رامًا)، وكان قطرها 1 سن و4 بو ‏ (ما يعادل 43 مم).
مثل عملة الـ 100 مون، كانت قيمتها منخفضة بشكل كبير، إذ كانت أثقل بمقدار 10 إلى 12 مرة من عملة الـ 1 مون النموذجية. كانت القيمة الاسمية لها هي شو واحد، أي أنها كانت تعادل اسميًا 125 مون، ولكن حكومة مقاطعة ساتسوما أمرت بتداولها بقيمة 248 مون.
والشو (朱) وحدة قياس يابانية ‏ تستخدم مع العملة الذهبية، مما يشير إلى أن حكومة ساتسوما كانت تحاول تثبيت سعر الصرف بين عملات المون النحاسية والعملة الذهبية مثل الكوبان. رسميًا، قيمة1⁄2 شو يشير إلى قيمة 1⁄32 ريو (両)، على الرغم من أن معدل التحويل هذا غير مرجح الحدوث في الممارسة العملية. 